# Euripus orestheion
Euripus orestheion är en fjärilsart som beskrevs av Hans Fruhstorfer 1914. Euripus orestheion ingår i släktet Euripus och familjen praktfjärilar. Inga underarter finns listade i Catalogue of Life.